# David Davison
David Davison (* 1912/13 bzw. zwischen April und Juni 1916 in Newcastle upon Tyne) war ein englischer Fußballtormann und -trainer. 

## Leben und Karriere
Davison stand als Spieler bei Chelmsford City FC und beim Zweitligisten Blackburn Rovers FC zwischen den Pfosten. Seine dokumentiertes Wirken als Trainer beschränkt sich auf die Britischen Streitkräfte in Deutschland nach dem Krieg, den niederländischen Erstligisten Heracles Almelo 1948/49 und den FC Bayern München 1950.
Im März 1939 transferierte David Davison als 22-Jähriger für eine Summe von £ 500 vom Chelmsford City FC, einem Verein der Southern League zum Zweitligisten der Football League Blackburn Rovers FC. Zuvor hatte Davison, der vor seiner Zeit in Chelmsford als Amateur bei den Bolton Wanderers und Kingstonian gewirkt hatte, mit Chelmsford im FA Cup 1938/39 auf sich aufmerksam gemacht. Beim Viertrundenaus gegen Birmingham wurde Davison trotz der 0:6-Niederlage presseseitig eine „großartige Leistung“ attestiert. Nach der Einstellung des regulären Spielbetriebs in Folge des Ausbruchs des Zweiten Weltkriegs kam Davison in den ausgetragenen Ersatzwettbewerben zu zwei Einsätzen für Blackburn. Gegen den AFC Barrow (0:2) im Oktober 1939 und Oldham Athletic (0:1) im Dezember 1940 hütete er das Tor. Im Dezember 1941 hatte er auch einen Gastauftritt für den FC Brentford im Londoner Stadtduell gegen den FC Millwall (2:4).
Nach dem Krieg war er Trainer der Fußballmannschaft der Britischen Streitkräfte in Deutschland. 1946 leitete der Platzkommandant des Müngerdsorfer Stadions als Schiedsrichter ein Repräsentativspiel zwischen einer süd- und einer westdeutschen Auswahl (4:3-Erfolg für den Süden), später veranstaltete er in Stuttgart Kurse in der Trainerausbildung.
Im Juli 1948, damals 34 Jahre alt, wurde er Trainer von Heracles Almelo, einem Verein der Eerste Klasse Oost, der Oststaffel der höchsten niederländischen Spielklasse, wo er Nachfolger des Spielertrainers Koldewey wurde (der war wiederum Nachfolger von Leslie Lievesley, der als Trainer von Il Grande Torino beim Flugunfall von Superga ums Leben gekommen war). Im Februar 1949 wurde er nach einer handgreiflichen Auseinandersetzung mit dem Platzwart entlassen. Der Verein war zu diesem Zeitpunkt ohnehin nicht mehr von seinen Leistungen angetan. Am Ende der Saison war Heracles Dritter.
Im Mai 1950 wurde er vom Oberligisten FC Bayern München in Nachfolge von Alv Riemke als Trainer für die Saison 1950/51 verpflichtet. Nach William Townley, der Jahrzehnte zuvor an der Isar gewirkt hatte, war er der zweite ehemalige Blackburn Rovers-Mann beim Verein. Nachdem der Klub nach dem sechsten Spieltag noch die Tabelle angeführt hatte, waren die Bayern im November nur zwei Punkte außerhalb der Abstiegszone. Nachdem der Verein auch noch von einer Beteiligung Davisons an einer Wirtshausschlägerei erfahren hatte, wurde er am 17. November für 14 Tage beurlaubt. Als ihm Ende des Monats ein neuer Vertrag „demzufolge seine Arbeit innerhalb des Vereins grundlegend geändert werden sollte“ vorgelegt wurde, lehnte er diesen ab und der Verein schritt zur Entlassung. Einstweilen übernahm der frühere Spieler Simon das Training und Conny Heidkamp die Mannschaftsbetreuung. Später kam dann noch Bertl Moll dazu. Unter diesen schloss der Verein die Saison als Neunter ab. Gleichzeitig wurde bereits zu diesem Zeitpunkt die Verpflichtung des Sechziger-Trainers Max Schäfer für die kommende Saison bekanntgegeben. Was Davison anbelangt, wurde vermutet, dass er nach England zurückgehen würde.